# 澤村宗十郎 (5代目)
五代目 澤村 宗十郎（ごだいめ さわむら そうじゅうろう、享和2年（1802年） - 嘉永6年11月15日（1853年12月15日））は、江戸時代後期にかけて活躍した歌舞伎役者。屋号は紀伊國屋。定紋は釻菊（かんぎく）、替紋は波に千鳥。俳名に訥子、高賀、訥升。

## 来歴
市村座の芝居茶屋泉屋の下僕である濱崎長吉の息子として生まれる。幼くして四代目澤村宗十郎の弟子となり、初代澤村源平を名乗った。文化9年（1813年）、11歳の時に師と死別するも他門の弟子には入らず、紀伊国屋として修行を積み、文化14年（1817年）、師の前名でもある二代目澤村源之助を襲名した。
その後諸国を巡業した後、文政7年（1824年）、大坂竹田の芝居でのお染の七役で大当たりを取り一躍人気役者の仲間入りを果たした。
文政12年（1829年）に七代目市川團十郎の招聘を受けて9年ぶりに江戸に戻り、天保元年（1831年）3月、河原崎座での苅萱桑門筑紫𨏍で加藤繁氏、与次、新洞の三役を演じて53日間連続で興行を行う大当たりを取り江戸でも名声を取り、翌天保2年（1832年）11月に初代澤村訥升を襲名した。その後も順調に芝居を勤めて天保11年（1841年）には初めて座頭となり、弘化元年（1844年）7月、市村座で師である四代目澤村宗十郎三十三回忌追善での隅田春妓女容性の梅の由兵衛で五代目澤村宗十郎を襲名した。
嘉永元年（1848年）11月、中村座での金幣長者将の権六で五代目澤村長十郎を襲名するも嘉永5年（1852年）に時の将軍徳川家慶に十四男長吉郎が誕生した為に、長の字を憚って同年9月、市村座での鶊山姫捨松の葛城の蔦主で三代目助高屋高助を襲名した。翌年の嘉永6年（1853年）11月、名古屋の橘町芝居に出演するも途中肺を病んで11月7日に休演し回復出来ずに15日に死去した。

## 人物
体格と容姿に恵まれ、紀伊国屋の家の芸である和事を中心に時代物でも仮名手本忠臣蔵の由良之助や菅原伝授手習鑑の菅丞相と源蔵など幾つかの当たり役に恵まれ、鏡山旧錦絵の岩藤や伽羅先代萩の政岡など女形役にも扮して好評を博した。
家族は二男四女に恵まれこの内男子は幕末から明治時代にかけて活躍した 四代目助高屋高助と三代目澤村田之助である。